# Taipei City Bank FC
Taipei City Bank FC (kinesiska: 台北銀行足球隊) var en fotbollsklubb i Taiwan, som spelade i Chinese Taipei National Football League. Klubben upplöstes 2000 då Taipei City Bank privatiserades.

## Meriter
- National First Division Football League (senare kallad Enterprise Football League)
  - Etta (3): 1986, 1989, 1991
  - Tvåa (5): 1983, 1985, 1990, 1994, 1998